# 瑟勒·阿贾尔
瑟勒·阿贾尔（土耳其語：Sırrı Acar，1943年—），土耳其男子摔跤运动员。他曾代表土耳其参加1968年夏季奥林匹克运动会摔跤比赛，结果在男子古典式78公斤级项目上止步第三轮。